# Виктория Парк (стадион, Дингуолл)
«Виктория Парк» (англ. Victoria Park) — также известен по своему спонсорскому названию «Глобал Энерджи Стадиум» (англ. Global Energy Stadium), стадион в Дингуолле, Шотландия, домашняя арена клуба «Росс Каунти», вместимость стадиона — 6 541 человек. На своих трибунах стадион может вместить больше болельщиков чем живёт людей в городе, на 2011 год в Дингуолле проживал 5 491 человек. Некоторое время стадион был самым северным в футбольной лиге.

## История
Стадион был построен в 1929 году, тогда же когда был образован футбольный клуб «Росс Каунти». Всю свою историю «Виктория Парк» оставался небольшим стадионом и рекорд посещаемости арены составляет всего 8 000 человек. Он был установлен в 1966 году на матче Кубка Шотландии против «Рейнджерс».
В 2012 году, когда «Росс Каунти» впервые вышел в высшую лигу шотландского футбола, вместимость стадиона составляла всего немногим более 4 тысяч мест (включая стоячие) и он не соответствовал стандартам «Премьер-лиги». Реконструкция «Виктория Парка» обошлась в 1,4 миллиона фунтов, была увеличена вместимость стадиона и установлена система подогрева поля. Тогда же стадион получил своё спонсорское название «Глобал Энерджи Стадиум».

## Архитектура стадиона

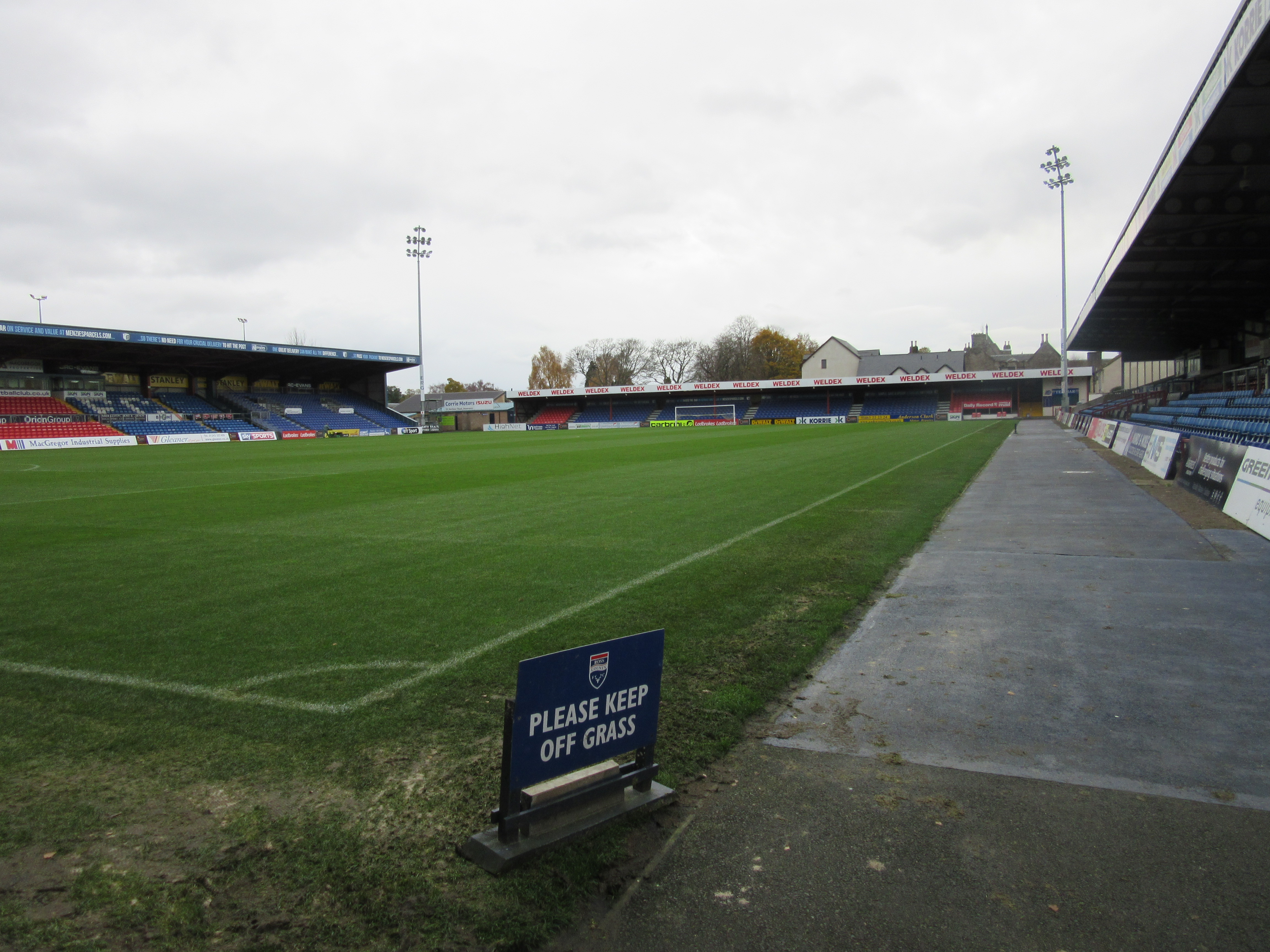

«Виктория Парк» имеет четыре трибуны, две из которых были построены во время расширения 2012-о года. Все трибуны отличаются друг от друга и имеют разную вместимость. Северная трибуна, на которой располагаются болельщики гостевых команд, вдвое больше Южной, на которой находятся активные болельщики «Росс Каунти». Южная трибуна получила своё название «Джайленд» в честь некогда располагавшейся там тюрьмы. Самая большая трибуна — Западная, она тянется вдоль всего поля и там расположены ложи руководства. Трибуна напротив, Восточная, меньшая по вместимости и размерам. Все трибуны стадиона оборудованы сидячими местами и крышей.